# サルワール・カミーズ
サルワール・カミーズ（ヒンディー語: सलवार क़मीज़, ウルドゥー語: شلوار قمیض）は南アジアの民族衣装。シャツを意味する「カミーズ（क़मीज़, قمیض）」と、ボトムスを意味する「サルワール（सलवार, شلوار）」のセットで着用される南アジアの民族衣装。女性は更に「ドゥパッター（दुपट्टा, دوپٹا）」と呼ばれる幅広のスカーフを組み合わせた3点で着用することが多い。
日本では「パンジャビ・ドレス」、または、略して「パンジャビ」という呼び方が一般的である。旅行ガイドブック『地球の歩き方』にこの呼び名で書かれていたため、日本で定着したものと思われるが、南アジアでは通じないことが多い。ただし「パンジャービー・スーツ（Punjabi Suits）」という呼び方はインドでも用いられることがある（現在ではパンジャーブ地方だけに限らず、全インドで着用されている）。
また、パキスタンやアフガニスタンの男性用サルワール・カミーズは、インドでは「パターニー・スーツ（パターン人の衣装）」と呼ばれ、女性用サルワール・カミーズと区別される。
パンツのシルエットにはバリエーションがある。ゆったりとした「サルワール」、膝辺りから足首までがタイトになっている「チューリーダール（चूड़ीदार, چوڈیدار）」、裾がラッパ状に広がった「ベルボトム」、全体的に下半身にピッタリフィットするスキニーパンツ（レギングス）等がポピュラーである。サルワールとチューリーダールはウエストが1m以上あるのが一般的で、腰紐をきつく縛りあげて履きこなす。
女性が着用するドゥパッターは、胸のふくらみを隠す用途で使用されるのが一般的だが、寺院に入る時などには頭を覆って髪の毛を隠すために使用される。
また、パーティー等ではドゥパッターを折りたたんで片方の肩にかける場合もある。

## 流行
インド映画から流行のスタイルが生まれることが往々にしてある。2005年に公開された『Bunty Aur Babli』では女優のラーニー・ムカルジーが襟付きのシャツを着ていたため、以降、襟付きのサルワール・カミーズが流行することとなる。このスタイルは映画タイトルから『バンティー・バブリー・スタイル』と名付けられる（通称）。
1995年のヒット映画『DDLJ 勇者は花嫁を奪う』では、男優のシャー・ルク・カーンがパキスタン及びアフガニスタンスタイルのサルワール・カミーズ（パターニー・スーツ）を着ていたため、このスタイルがインド人男性の間でも流行した。

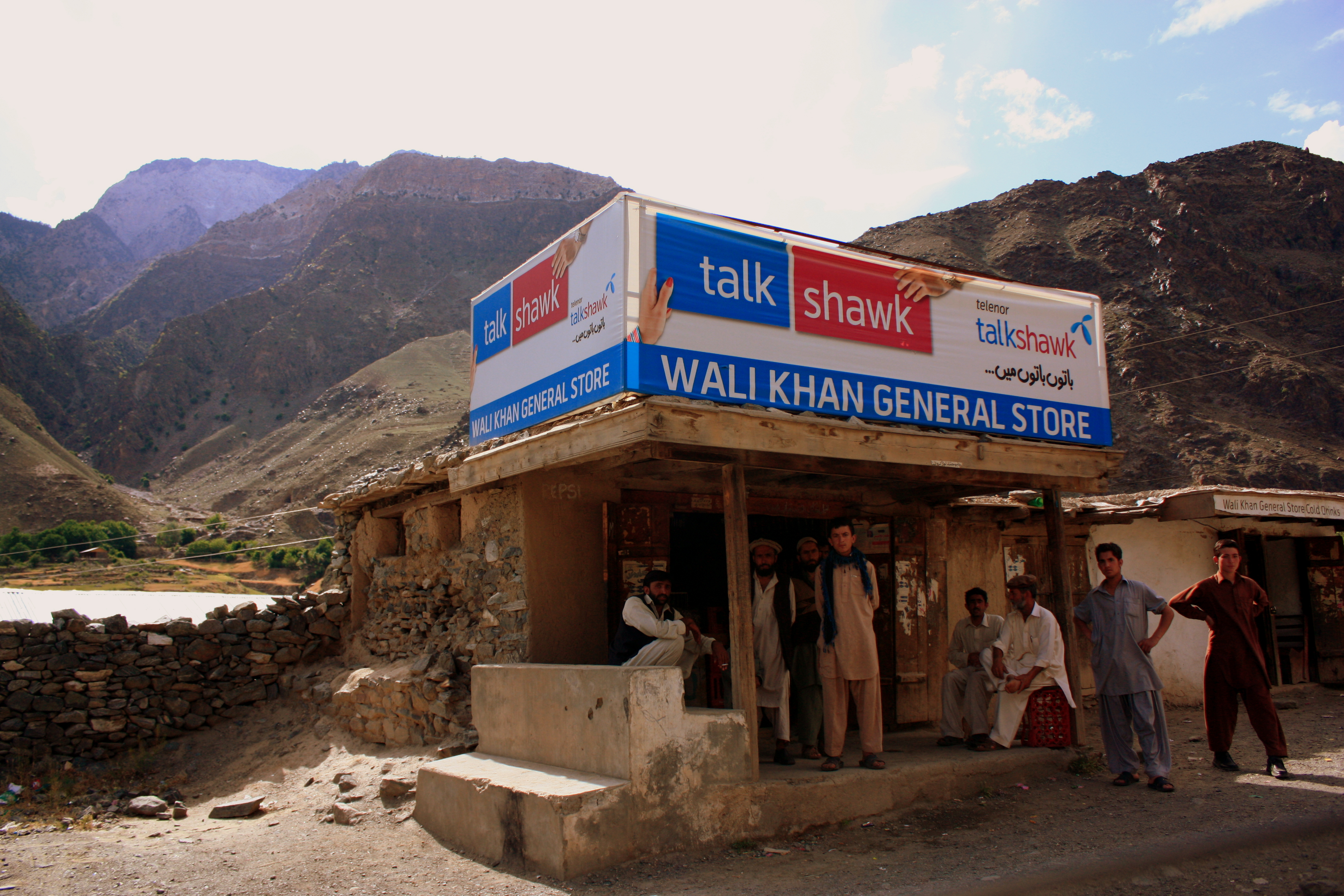
サルワール・カミーズを着たパキスタンの路上の男性達
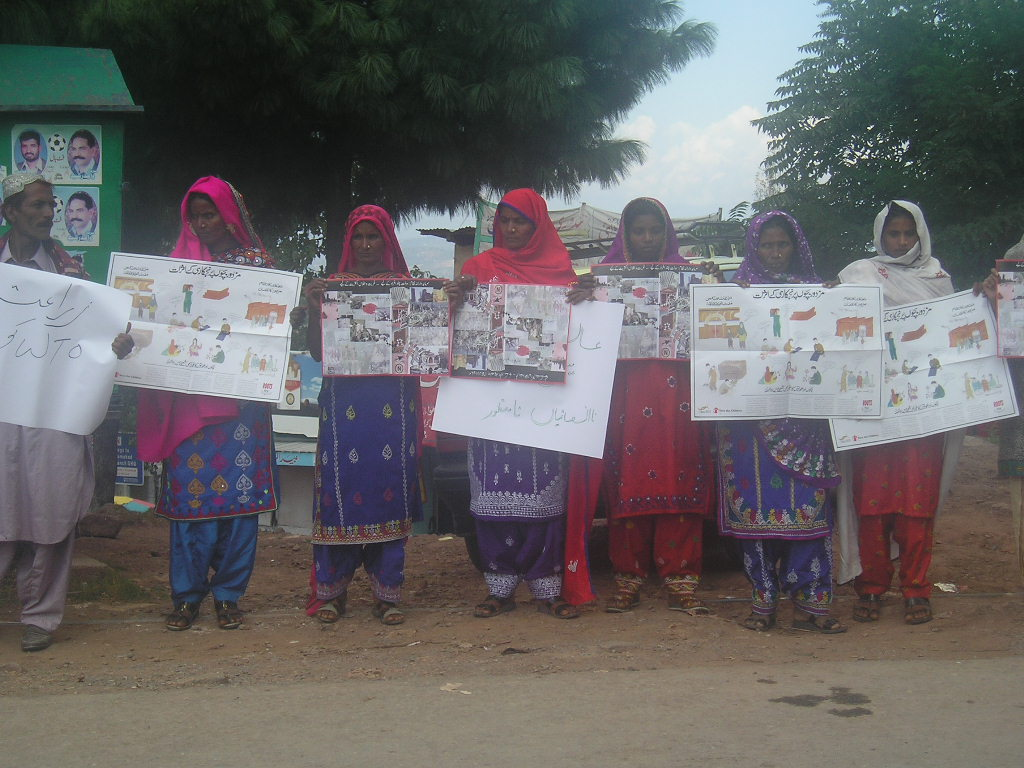
華やかなサルワールを身にまとったパキスタンの女性達
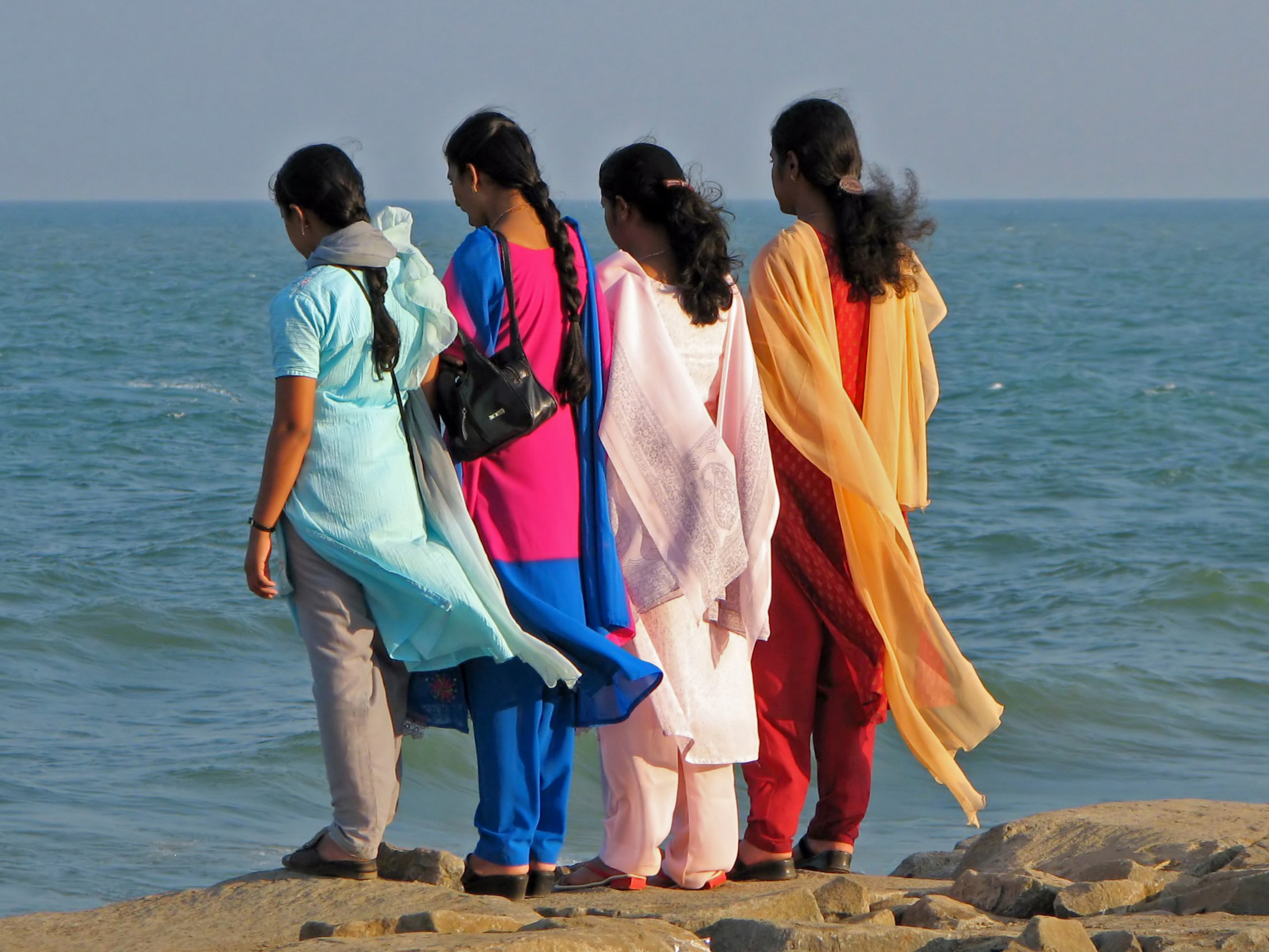
様々な色のサルワール・カミーズを着用したインドのタミル人の女性達
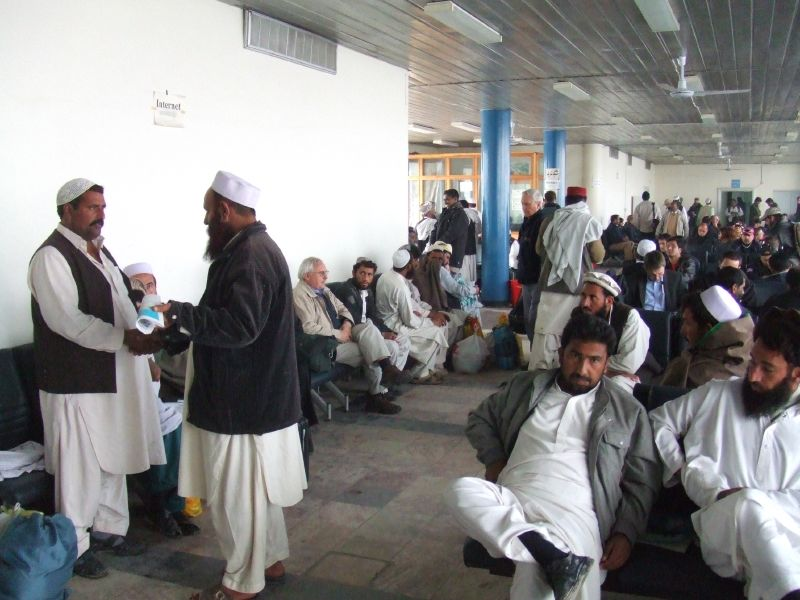
サルワール・カミーズを着たアフガニスタンの空港の男性達